# Kommunalaufsicht
Das gesamte Handeln einer Kommune steht nicht nur in Deutschland unter Staatsaufsicht des jeweiligen Landes. Das Bundesverfassungsgericht bezeichnet die Kommunalaufsicht als Korrelat des Instituts kommunale Selbstverwaltung. Zu unterscheiden ist hierbei im Wesentlichen die Rechtsaufsicht von der Fachaufsicht (bzw. Sonderaufsicht). Kommunalaufsicht selbst ist immer eine besondere Form der Rechtsaufsicht.

## Rechts- und Fachaufsicht
Bei der Rechtsaufsicht wird lediglich überprüft, ob die Kommune im Rahmen ihrer gesamten Verwaltungstätigkeit (eigener Wirkungskreis) Recht und Gesetz einhält. Hiervon ist die Fachaufsicht (bzw. Sonderaufsicht) zu unterscheiden, die es der staatlichen Ebene im übertragenen Wirkungskreis ermöglicht, neben der Rechtskontrolle auch inhaltlich ein bestimmtes kommunales Verwaltungshandeln – auch im Wege der Einzelweisung – vorzuschreiben. In der Praxis geschieht dies zumeist durch eine generalisierende Verwaltungsvorschrift, die eine bestimmte Gesetzesanwendung vorschreibt.
Die Unterteilung in Rechts- und Fachaufsicht entspricht der Unterscheidung der kommunalen Aufgaben: Da bei Selbstverwaltungsaufgaben die Gemeinde in der Art der Aufgabenerfüllung frei ist (bei freiwilligen Selbstverwaltungsaufgaben auch in der Entscheidung über die Aufgabenerfüllung), kann hier im Rahmen der Rechtsaufsicht nur das Einhalten geltenden Rechts überprüft werden. Bei Aufgaben des übertragenen Wirkungskreises wird die Gemeinde für die staatliche Verwaltung tätig. Entsprechend hat hier die staatliche Aufsichtsbehörde die Fachaufsicht mit weitergehenden Kontroll- und Weisungsrechten (Vgl. Kommunale Aufgabenstruktur).

## Formen der Kommunalaufsicht
Die Kommunalaufsicht wird präventiv oder repressiv ausgeübt. Die Aufsicht wird präventiv tätig, wenn im Gesetz eine Anzeigepflicht bzw. ein Genehmigungsvorbehalt aufgeführt ist. Die Entscheidungen sind Ermessensentscheidungen und unterliegen dem Opportunitätsprinzip.
Unter repressive Aufsicht fällt die nachträgliche Aufhebung kommunaler Beschlüsse. Das Verfahren ist in nahezu allen Gemeindeordnungen mehrstufig aufgebaut: Fasst der Rat einer Gemeinde einen rechtswidrigen Beschluss bzw. beschließt ein anderes Organ eine rechtswidrige Maßnahme, so besteht grundsätzlich die Einspruchspflicht des Hauptverwaltungsbeamten. Dieser hat dabei bereits in Zweifelsfällen der Kommunalaufsichtsbehörde gegenüber zu berichten (vgl. nur § 88 NKomVG). Diese muss dann entscheiden, ob sie gegen den Beschluss/die Maßnahme kommunalaufsichtliche Schritte einleitet. Es handelt sich dabei um eine Ermessensentscheidung. Die Kommunalaufsichtsbehörde kann – abhängig von dem jeweiligen Landesrecht – beanstanden, Anordnungen treffen, die Ersatzvornahme einleiten oder ein Organ durch einen Beauftragten ersetzen (vgl. für Niedersachsen §§ 172 ff. NKomVG). Bei abweichender Rechtsauffassung gegen eine solche Entscheidung besteht die Möglichkeit des Widerspruches und der Klage vor dem Verwaltungsgericht seitens der betroffenen Kommune.

## Zuständige Aufsichtsbehörde
Für kreisangehörige Kommunen ist in der Regel der Landkreis bzw. in Süddeutschland das Landratsamt zuständige Aufsichtsbehörde. Die Kommunalaufsicht über eine kreisfreie Stadt, große selbständige Stadt, große Kreisstadt bzw. über den Landkreis wird in einigen Flächenstaaten durch eine Landesmittelbehörde (Regierungspräsidium, Bezirksregierung, Landesverwaltungsamt, Landesdirektion) ausgeübt; in anderen unmittelbar durch das Innenministerium.
Über höhere Kommunalverbände wacht in der Regel die zuständige oberste Landesbehörde (Beispiel: in Nordrhein-Westfalen wird die Kommunalaufsicht über den Landschaftsverband nach § 24 LVerbG durch das Innenministerium als zuständiger oberster Landesbehörde ausgeübt).

## Rechtsaufsicht über die kommunalen Haushalte
Die größte Relevanz gewinnt die Kommunalaufsicht im Zuge der Überwachung des Haushaltswesens der Kommunen. Die jeweilige Gemeindeordnung der Bundesländer bzw. darauf aufbauende Rechtsverordnungen und Verwaltungsvorschriften beinhalten sämtlich den Grundsatz ausgeglichener Haushalte. Wird diese Regel durch die Kommune verletzt, ist die Kommunalaufsicht gehalten, entsprechend dem Landesrecht und pflichtgemäßem Ermessen darauf hinzuwirken, dass die Kommune den Haushaltsausgleich wiederherstellt. Dies geht mit einem Haushaltssicherungskonzept einher. Mit Blick auf die Entwicklung der Kassenkredite wird sichtbar, dass die Kommunalaufsicht in vielen Fällen dem Haushaltsrecht nicht zur Geltung verhelfen konnte. Sie steht aus verschiedener Richtung in der Kritik. Die Einmischung in die lokale Haushaltspolitik, der Druck, Ausgaben zu kürzen oder Einnahmen zu erhöhen, führt häufig zu Konflikten mit den Kommunen.
Für die Kreisverwaltungen als untere Ebene der Kommunalaufsicht besteht die besondere Sensibilität darin, die Haushalte der Gemeinden zu kontrollieren, aus deren Kreisumlage sie sich selbst Großteils finanziert. Die Wissenschaft kritisiert die, angesichts wachsender Kassenkredite, in einigen Ländern offensichtliche Wirkungslosigkeit der Aufsicht. Tatsächlich rückt die Kommunalaufsicht erst in jüngster Zeit in den Fokus verwaltungswissenschaftlicher Forschung.
Jüngste Forschungsergebnisse berichten von sehr eigenständigen, dezentralen Aufsichtsbehörden und einem hohen Maß an kooperativem Austausch mit den Kommunen.
Seit dem Jahr 2009 haben angesichts galoppierender Haushaltsdefizite und Kassenkredite einige Bundesländer ihre Systeme der Kommunalaufsicht reformiert. So beinhaltet der Stärkungspakt in Nordrhein-Westfalen oder das unter kommunaler Schutzschirm in Hessen laufende Programm erhebliche Veränderungen in Aufsichtsinstrumenten und behördlichen Zuständigkeiten.